# Mecze reprezentacji Polski w piłce siatkowej mężczyzn prowadzonej przez Ferdinando De Giorgi
Zestawienie oficjalnych międzynarodowych meczów reprezentacji Polski w piłce siatkowej mężczyzn prowadzonej przez Ferdinanda De Giorgi:

## Oficjalne mecze międzypaństwowe
| Nr   | Przeciwnik        | Miejsce      | Data        | Wynik (Polska-przeciwnik)               | Impreza                                          | Raport |
| 2017 | 2017              | 2017         | 2017        | 2017                                    | 2017                                             | 2017   |
| ---- | ----------------- | ------------ | ----------- | --------------------------------------- | ------------------------------------------------ | ------ |
| 1    | Brazylia          | Pesaro       | 2 czerwca   | 3:2 (25:20, 20:25, 19:25, 25:21, 15:8)  | Liga Światowa 2017 – faza grupowa (Dywizja I)    |        |
| 2    | Włochy            | Pesaro       | 3 czerwca   | 3:1 (22:25, 25:17, 25:18, 25:23)        | Liga Światowa 2017 – faza grupowa (Dywizja I)    |        |
| 3    | Iran              | Pesaro       | 4 czerwca   | 1:3 (25:18, 23:25, 23:25, 22:25)        | Liga Światowa 2017 – faza grupowa (Dywizja I)    |        |
| 4    | Bułgaria          | Warna        | 9 czerwca   | 2:3 (16:25, 25:20, 25:19, 23:25, 14:16) | Liga Światowa 2017 – faza grupowa (Dywizja I)    |        |
| 5    | Brazylia          | Warna        | 10 czerwca  | 1:3 (21:25, 20:25, 25:17, 19:25)        | Liga Światowa 2017 – faza grupowa (Dywizja I)    |        |
| 6    | Kanada            | Warna        | 11 czerwca  | 3:1 (25:21, 27:25, 20:25, 25:19)        | Liga Światowa 2017 – faza grupowa (Dywizja I)    |        |
| 7    | Rosja             | Katowice     | 15 czerwca  | 0:3 (22:25, 17:25, 21:25)               | Liga Światowa 2017 – faza grupowa (Dywizja I)    |        |
| 8    | Iran              | Łódź         | 17 czerwca  | 3:0 (25:17, 25:18, 25:22)               | Liga Światowa 2017 – faza grupowa (Dywizja I)    |        |
| 9    | Stany Zjednoczone | Łódź         | 18 czerwca  | 1:3 (31:29, 17:25, 25:27, 20:25)        | Liga Światowa 2017 – faza grupowa (Dywizja I)    |        |
| 10   | Serbia            | Warszawa     | 24 sierpnia | 0:3 (22:25, 22:25, 20:25)               | Mistrzostwa Europy 2017 - faza grupowa (Grupa A) |        |
| 11   | Finlandia         | Gdańsk/Sopot | 26 sierpnia | 3:0 (25:23, 25:21, 25:19)               | Mistrzostwa Europy 2017 - faza grupowa (Grupa A) |        |
| 12   | Estonia           | Gdańsk/Sopot | 28 sierpnia | 3:0 (25:21, 26:24, 25:22)               | Mistrzostwa Europy 2017 - faza grupowa (Grupa A) |        |
| 13   | Słowenia          | Kraków       | 30 sierpnia | 0:3 (21:25, 21:25, 19:25)               | Mistrzostwa Europy 2017 - baraż                  |        |

## Mecze z poszczególnymi reprezentacjami
| Lp.   | Reprezentacja     | Liczba meczów | Wygrane | Wygrane | Wygrane | Przegrane | Przegrane | Przegrane | Bilans meczów wygrane:przegrane | Bilans setów wygrane:przegrane |
| Lp.   | Reprezentacja     | Liczba meczów | 3:0     | 3:1     | 3:2     | 2:3       | 1:3       | 0:3       | Bilans meczów wygrane:przegrane | Bilans setów wygrane:przegrane |
| ----- | ----------------- | ------------- | ------- | ------- | ------- | --------- | --------- | --------- | ------------------------------- | ------------------------------ |
| 1     | Brazylia          | 2             | -       | -       | 1       | -         | 1         | -         | 1:1                             | 4:5                            |
| 2     | Bułgaria          | 1             | -       | -       | -       | 1         | -         | -         | 0:1                             | 2:3                            |
| 3     | Estonia           | 1             | 1       | -       | -       | -         | -         | -         | 1:0                             | 3:0                            |
| 4     | Finlandia         | 1             | 1       | -       | -       | -         | -         | -         | 1:0                             | 3:0                            |
| 5     | Iran              | 2             | 1       | -       | -       | -         | 1         | -         | 1:1                             | 4:3                            |
| 6     | Kanada            | 1             | -       | 1       | -       | -         | -         | -         | 1:0                             | 3:1                            |
| 7     | Rosja             | 1             | -       | -       | -       | -         | -         | 1         | 0:1                             | 0:3                            |
| 8     | Stany Zjednoczone | 1             | -       | -       | -       | -         | 1         | -         | 0:1                             | 1:3                            |
| 9     | Włochy            | 1             | -       | 1       | -       | -         | -         | -         | 1:0                             | 3:1                            |
| 10    | Serbia            | 1             | -       | -       | -       | -         | -         | 1         | 0:1                             | 0:3                            |
| 11    | Słowenia          | 1             | -       | -       | -       | -         | -         | 1         | 0:1                             | 0:3                            |
| Razem | Razem             | 13            | 3       | 2       | 1       | 1         | 3         | 3         | 6:7                             | 23:25                          |

## Bilans spotkań według imprezy
| Rok  | Turniej | Miejsce | Liczba meczów | Zwycięstwa | Porażki | Sety  |
| ---- | ------- | ------- | ------------- | ---------- | ------- | ----- |
| 2017 | LŚ      | 8.      | 9             | 4          | 5       | 17:19 |
| 2017 | ME      | 10.     | 4             | 2          | 2       | 6:6   |

## Mecze i turnieje towarzyskie
| Nr   | Przeciwnik | Miejsce  | Data        | Wynik (Polska-przeciwnik)               | Impreza                          | Raport |
| 2017 | 2017       | 2017     | 2017        | 2017                                    | 2017                             | 2017   |
| ---- | ---------- | -------- | ----------- | --------------------------------------- | -------------------------------- | ------ |
| 1    | Iran       | Katowice | 20 maja     | 3:0 (25:19, 25:19, 25:23)               | mecz towarzyski                  |        |
| 2    | Francja    | Kraków   | 11 sierpnia | 2:3 (25:22, 16:25, 20:25, 25:22, 13:15) | Memoriał Huberta Jerzego Wagnera |        |
| 3    | Kanada     | Kraków   | 12 sierpnia | 3:0 (36:34, 25:20, 26:24)               | Memoriał Huberta Jerzego Wagnera |        |
| 4    | Rosja      | Kraków   | 13 sierpnia | 3:2 (16:25, 19:25, 25:20, 25:22, 15:12) | Memoriał Huberta Jerzego Wagnera |        |

Bilans:
- zwycięstwa-porażki 3-1
- sety wygrane-sety przegrane: 11-5

## Mecze nieoficjalne
| Nr   | Przeciwnik | Miejsce | Data       | Wynik (Polska-przeciwnik)               | Impreza         | Raport |
| 2017 | 2017       | 2017    | 2017       | 2017                                    | 2017            | 2017   |
| ---- | ---------- | ------- | ---------- | --------------------------------------- | --------------- | ------ |
| 1    | Australia  | Spała   | 25 maja    | 5:0 (31:29, 25:11, 25:14, 25:11, 25:11) | mecz sparingowy |        |
| 2    | Słowenia   | Spała   | 2 sierpnia | 2:3 (21:25, 25:23, 21:25, 25:22, 12:15) | mecz sparingowy |        |
| 3    | Słowenia   | Spała   | 3 sierpnia | 4:1 (25:18, 25:23, 25:19, 25:22, 9:15)  | mecz sparingowy |        |
| 4    | Słowenia   | Spała   | 4 sierpnia | 4:1 (25:20, 27:29, 25:20, 25:23, 25:15) | mecz sparingowy |        |

Bilans:
- zwycięstwa-porażki-remisy 3-1-0
- sety wygrane-sety przegrane: 15-5